# Stara Kopernia (przystanek kolejowy)
Stara Kopernia – zamknięty przystanek kolejowy i ładownia, dawniej stacja kolejowa we wsi Stara Kopernia w woj. lubuskim, w powiecie żagańskim, w gminie Żagań.